# Hans Christoph Binswanger

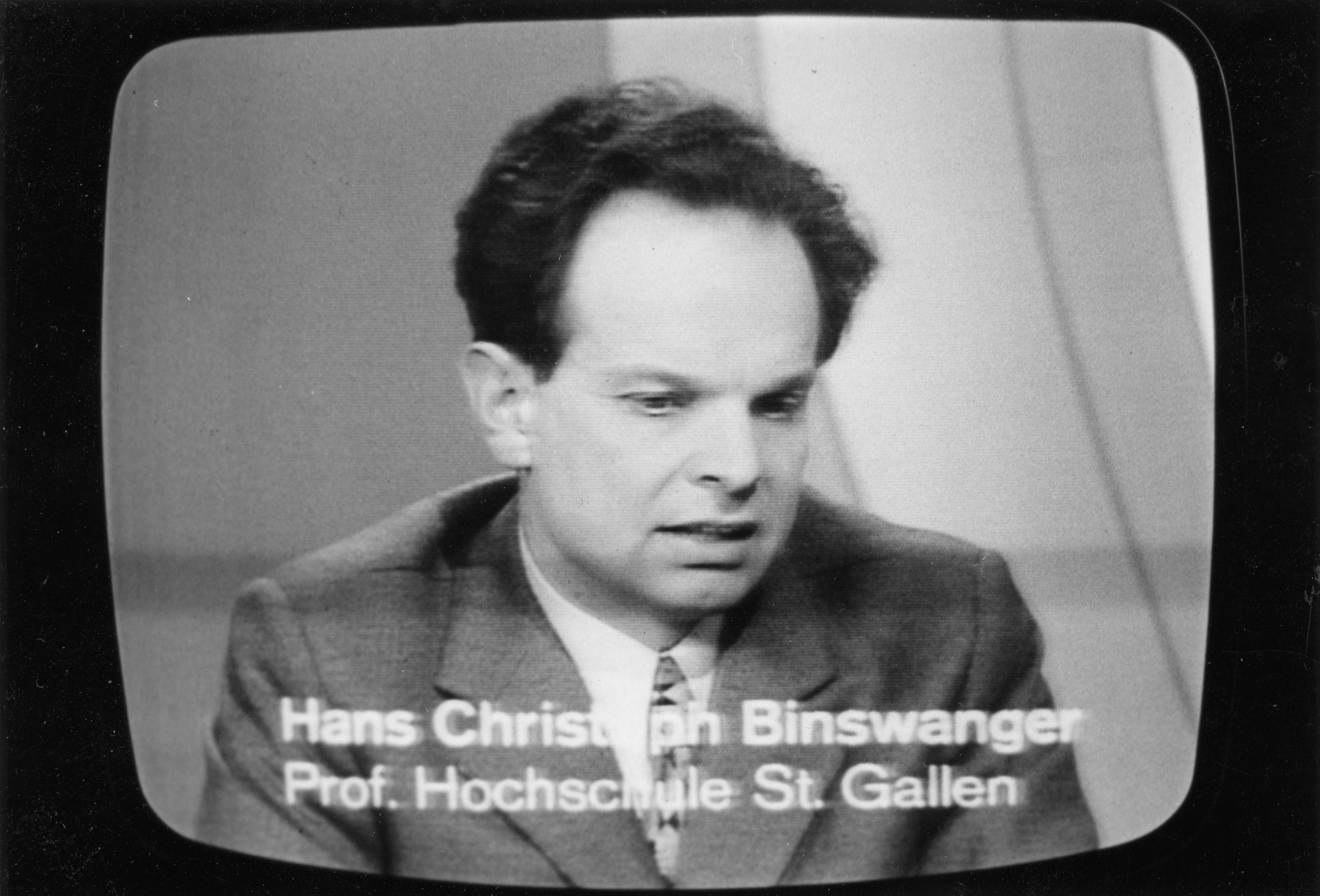
Hans Christoph Binswanger als Gast in einer TV-Sendung (1972)

Hans Christoph Binswanger (* 19. Juni 1929 in Zürich; † 18. Januar 2018 in St. Gallen) war ein Schweizer Wirtschaftswissenschaftler. Er entwickelte die Idee einer ökologischen Steuerreform und galt als profilierter nicht-marxistischer Geld- und Wachstumskritiker.

## Leben

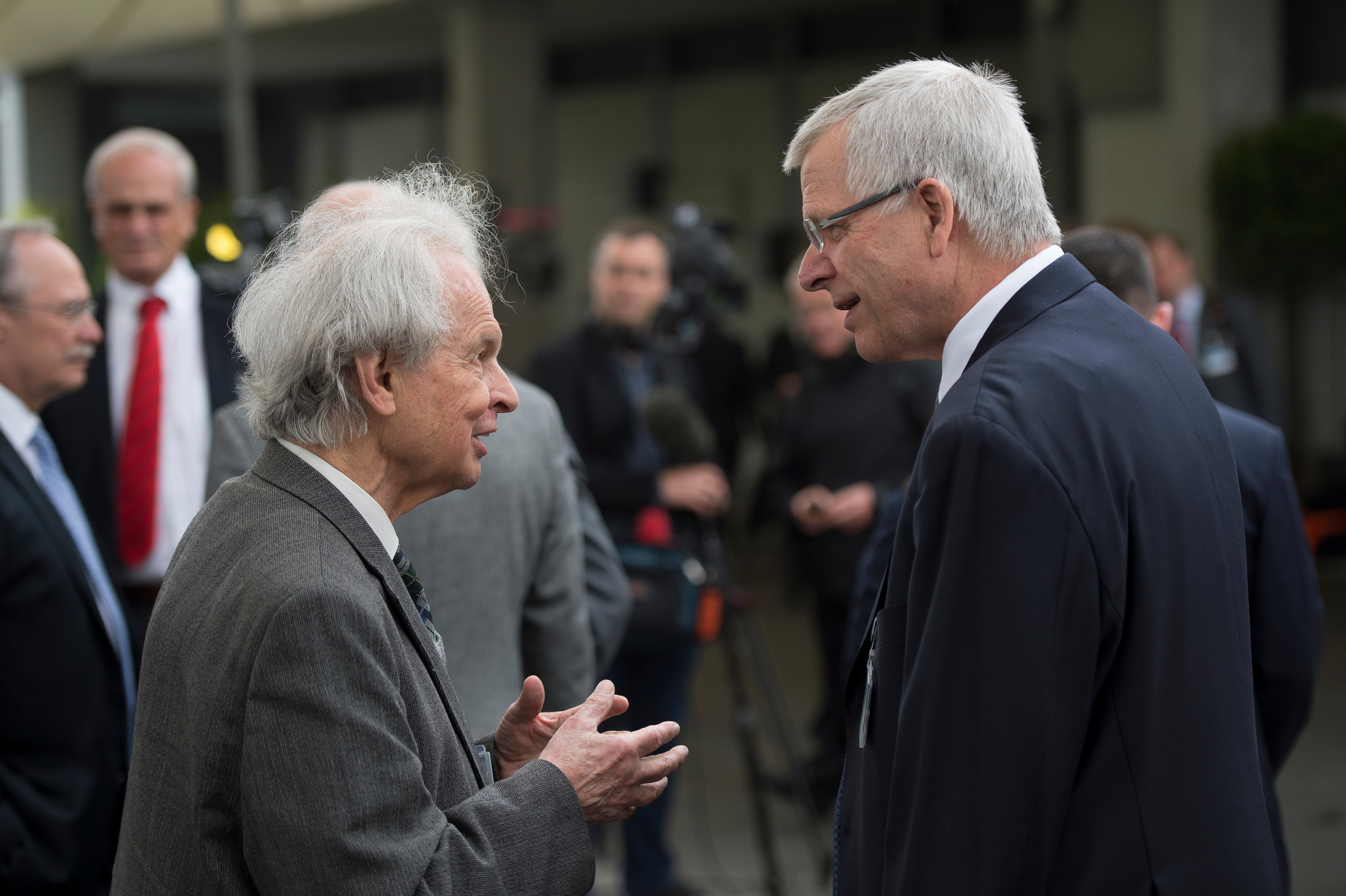
Hans Christoph Binswanger (links) im Gespräch mit Markus Schwaninger (2013)

Hans Christoph Binswanger studierte Volkswirtschaftslehre in Zürich und Kiel. Er promovierte 1956 an der Universität Zürich; 1967 erfolgte seine Habilitation an der Handelshochschule in St. Gallen (HSG, heute Universität St. Gallen).
Er lehrte von 1969 bis zu seiner Emeritierung 1994 als ordentlicher Professor für Volkswirtschaftslehre an der Universität St. Gallen. Von 1967 bis 1992 war er Direktor der Forschungsgemeinschaft für Nationalökonomie (FGN-HSG), seit 1980 geschäftsführend. Von 1992 bis 1995 wirkte er als Direktor des neu gegründeten Instituts für Wirtschaft und Ökologie (IWÖ-HSG). Binswanger sass als Beirat im Forum Ökologisch-Soziale Marktwirtschaft und war Gründungsmitglied der Vereinigung für Ökologische Ökonomie. Er war der Doktorvater von Josef Ackermann, dem früheren Vorsitzenden des Vorstands der Deutschen Bank. Ackermann hielt 1994 die Laudatio anlässlich der Verleihung des Dr.-Brandenberger-Preises.
Er war der Sohn des Schriftstellers Robert Binswanger und der Malerin Margarethe Goetz sowie Vater des Wirtschaftswissenschaftlers Mathias Binswanger. Der bekannte Psychiater und Begründer der Daseinsanalyse, Ludwig Binswanger, war sein Onkel.
Seine nachgelassenen Unterlagen befinden sich im Universitätsarchiv St. Gallen (Dokumente zur beruflichen, wissenschaftlichen und politischen Tätigkeit) sowie im Familienarchiv Binswanger (Privatunterlagen).

## Arbeits- und Forschungsschwerpunkte
Zu seinen Arbeits- und Forschungsschwerpunkten zählten Umwelt- und Ressourcenökonomie, Geldtheorie, Geschichte der Wirtschaftstheorie und Europäische Integration. Sein Hauptinteresse galt seit den 1960er Jahren dem Zusammenhang von Ökonomie und Ökologie – das „Spannungsfeld zwischen Natur und Geld“. In seiner Forschung hat Binswanger die Grenzen der eigenen Disziplin immer wieder überschritten. So legte er beispielsweise mit seinem Werk Geld und Magie eine geldtheoretische Deutung von Goethes Faust vor. Er gilt als profilierter Kritiker der Nationalökonomie und angesehener Umweltökonom, ist aber auch einem breiteren Publikum bekannt geworden, beispielsweise innerhalb der wachstumskritischen Bewegung.
Binswanger argumentierte, die Modelle der Wachstumstheorie würden den Produktionsfaktor Natur (bzw. Energie) übersehen, beispielsweise in der volkswirtschaftlichen Gesamtrechnung. Da Wachstum immer Natur verbrauche, fordert er, durch Änderungen des Wirtschaftssystems das Wachstum zu bremsen. Aktiengesellschaften, die auf fortwährenden Gewinn ausgerichtet seien, möchte er reformieren bzw. durch andere Unternehmensformen ersetzen: Genossenschaften oder Stiftungen, die weniger Wachstumsdynamik entfalteten. Seine Idee der ökologischen Steuerreform versucht, die Natur als eigenständigen „Sozialpartner“ an der volkswirtschaftlichen Wertschöpfung sichtbar werden zu lassen.
Binswanger sieht Geld in einer Doppelfunktion: als Zahlungsmittel und Kapital. Er plädiert nicht für ein Ende des Wachstums, sondern für ein reduziertes Wachstum. Seine Wirtschaftstheorie sei ein Gegenmodell zur neoklassischen Theorie, führt er in Die Wachstumsspirale aus, das seine Erkenntnisse zusammenfasst und den Zusammenhang zwischen Wachstumsdynamik, Geldschöpfung und Zerstörung der Naturgrundlagen beleuchtet. Laut Binswanger ist die Geldschöpfung der Motor des Wachstums, aus dem allerdings ein Zwang zu weiterem Wachstum entstehe. Ein Unternehmer, der etwas herstellen wolle, brauche Kapital, um Arbeit, Maschinen und Rohstoffe kaufen zu können. Dies Geld werde ihm als Kredit von Banken zur Verfügung gestellt. Der Wachstumszwang entstehe, weil die Gewinne, die die Unternehmen heute machten, die Investitionen von gestern rechtfertigen müssten. Heute liessen sich aber für alle nur Gewinne erzielen, wenn auch genügend Kaufkraft vorhanden sei, also müsse auch heute wieder neu investiert werden in zusätzliche Arbeitskraft oder höhere Löhne. Diese Investition rechne sich erst morgen, wo dann wieder investiert werden müsse. „Wachstum verlangt weiteres Wachstum.“ Eine stationäre Wirtschaft mit Null-Wachstum sei nicht mehr möglich, sondern entweder Wachstum oder eine gefährliche Schrumpfung.
Binswanger gibt das Wirtschaftswachstum, das weltweit notwendig sei, mit 1,8 Prozent an. Seine These, dass aus der Verwendung von Kreditgeld ein Zwang zu Wachstum entsteht, wird allerdings von anderen Autoren bezweifelt. Als Ausweg plädiert er dafür, dass nur noch die Zentralbanken Geld schöpfen dürfen, um so die Menge des Geldes zu begrenzen. Er knüpft damit an die Idee eines „Vollgeldes“ an, wie es der Soziologe Joseph Huber entwickelt hat, und verbindet sie mit seiner Intention einer Reduzierung des Wachstums.
Den Grund, warum die Neoklassik erfolgreich wurde, sieht Binswanger darin, dass sie für die Besitzenden eine angenehme Theorie sei. Er behauptet, die Neoklassik sei als radikale Abkehr von der Klassik konzipiert worden, um die Marxschen Analysen zu verdrängen, die weitgehend auf der Klassik fussten. Er regt an, über ein bedingungsloses Zusatzeinkommen nachzudenken, das als umlaufgesichertes Geld ausgezahlt wird.

## Ehrungen
Binswanger konnte zahlreiche Ehrungen entgegennehmen:
- den Bundesnaturschutzpreis (1980),
- die Bodo-Manstein-Medaille des BUND (1980),
- den Grossen Binding-Preis für Natur- und Umweltschutz (Liechtenstein, 1986),
- die Ernennung zum Ehrensenator der Wirtschaftsuniversität Wien (1994),
- den Preis der Stiftung Dr. J. E. Brandenberger (1994),[19]
- die Ernennung zum Ehrenvorsitzenden der Herbert-Gruhl-Gesellschaft e. V. (2003)[20] und
- den Adam-Smith-Preis für marktwirtschaftliche Umweltpolitik (2004).[21]

## Hans-Christoph-Binswanger-Preis
Im Gedenken an Binswanger verleiht die Universität St. Gallen seit 2019 den Hans-Christoph-Binswanger-Preis, bis 2020 in Kooperation mit dem Bundesverband Deutscher Volks- und Betriebswirte.
- 2019: Simon Mugier für seine Dissertation zur soziologischen Bedeutung der ökonomischen Theorie Binswangers.[22][24]
- 2020: Oliver Richters für seine kumulative Dissertation „Between bounded rationality and economic imperatives: essays on out-of-equilibrium dynamics“.[23][25]
- 2023: Andreas Friedolin Lingg für seine Monographie „Die Entdeckung der Wirtschaft: der mittelalterliche Bergbau und die Vermehrung der Welt“.[26][27]

Jurymitglieder waren Elisabeth Allgoewer, Johannes Binswanger, Mathias Binswanger, Arthur Braunschweig, Thomas Dyllick, Martin Kolmar, Marco Lehmann-Waffenschmidt, Ernst Mohr und Judith Ströhle.

## Veröffentlichungen
- Die europäische Wirtschaftsintegration durch partielle Unionen. Mit besonderer Berücksichtigung der Kohle- und Stahlindustrie. Dissertation. Keller, Winterthur 1957.
- Markt und internationale Währungsordnung. Ein Beitrag zur Integration von allgemeiner Gleichgewichtstheorie und monetärer Theorie. Mohr, Tübingen 1969.
- mit Hans Manfred Mayrzedt: Europapolitik der Rest-EFTA-Staaten. Österreich, Schweden, Schweiz, Finnland, Island, Portugal. Schulthess Polygraphischer Verlag, Zürich 1972.
- als Hg.: Die europäische Agrarpolitik vor neuen Alternativen. Haupt, Bern/Stuttgart 1977, ISBN 3-258-02548-7.
- als Hg. mit Werner Geissberger und Theo Ginsburg: Der NAWU-Report: Wege aus der Wohlstandsfalle. Strategien gegen Arbeitslosigkeit und Umweltkrise. S. Fischer, Frankfurt 1978, ISBN 3-10-006401-1; Taschenbuchausgabe: Wege aus der Wohlstandsfalle. Der NAWU-Report, Strategien gegen Arbeitslosigkeit und Umweltzerstörung. ebenda. 1979, ISBN 3-596-24030-1.
- Eigentum und Eigentumspolitik. Ein Beitrag zur Totalrevision der Schweizerischen Bundesverfassung. Schulthess Polygraphischer Verlag, Zürich 1978, ISBN 3-7255-1879-3.
- mit Holger Bonus und Manfred Timmermann: Wirtschaft und Umwelt. Möglichkeiten einer ökologieverträglichen Wirtschaftspolitik. Kohlhammer, Stuttgart [u. a.] 1981, ISBN 3-17-007353-2.
- Geld und Wirtschaft im Verständnis des Merkantilismus. In: Fritz Neumark (Hrsg.): Studien zur Entwicklung der ökonomischen Theorie II. Geschichte merkantilistischer Ideen und Praktiken. Duncker und Humblot, Berlin 1982, ISBN 3-428-05110-6.
- mit Heinz Frisch, Hans G. Nutzinger, Bertram Schefold, Gerhard Scherhorn, Udo E. Simonis und Burkhard Strümpel: Arbeit ohne Umweltzerstörung. Strategien für eine neue Wirtschaftspolitik. Eine Publikation des Bundes für Umwelt und Naturschutz Deutschland e. V. (BUND). S. Fischer, Frankfurt 1983, ISBN 3-10-006403-8; überarbeitete Fassung als Taschenbuch ebenda 1988, ISBN 3-596-24189-8.
- Geld und Magie. Deutung und Kritik der modernen Wirtschaft anhand von Goethes Faust. Mit einem Nachwort von Iring Fetscher. Edition Weitbrecht, Stuttgart 1985, ISBN 3-522-70140-2; 2., vollständig überarbeitete Ausgabe: Geld und Magie. Eine ökonomische Deutung von Goethes Faust. Murmann, Hamburg 2005, ISBN 3-938017-25-2.
- J. G. Schlossers Theorie der imaginären Bedürfnisse. Ein Beitrag zur deutschen Nationalökonomie jenseits von Physiokratie und Klassik. In: Harald Scherf (Hrsg.): Studien zur Entwicklung der ökonomischen Theorie V. Deutsche Nationalökonomie zu Beginn des 19. Jahrhunderts. Duncker und Humblot, Berlin 1986, ISBN 3-428-05913-1.
- Geld und Natur. Das wirtschaftliche Wachstum im Spannungsfeld zwischen Ökonomie und Ökologie. Edition Weitbrecht, Stuttgart/Wien 1992, ISBN 3-522-70450-9.
- Goethe als Ökonom. Chancen und Gefahren der modernen Wirtschaft im Spiegel von Goethes Dichtung. In: Bertram Schefold (Hrsg.): Studien zur Entwicklung der ökonomischen Theorie XI. Die Darstellung der Wirtschaft und der Wirtschaftswissenschaften in der Belletristik. Duncker und Humblot, Berlin 1992, ISBN 3-428-07345-2.
- als Hg. mit Paschen von Flotow: Geld & Wachstum. Zur Philosophie und Praxis des Geldes. Edition Weitbrecht, Stuttgart/Wien 1994, ISBN 3-522-71670-1.
- Zukunftsfähiges Wirtschaften und ökologische Steuerreform. In: Frank Biermann, Sebastian Büttner, Carsten Helm (Hrsg.): Zukunftsfähige Entwicklung. Herausforderung an Wissenschaft und Politik. Festschrift für Udo E. Simonis zum 60. Geburtstag. Edition Sigma, Berlin 1997, ISBN 3-89404-174-9, S. 85–98.
- Die Glaubensgemeinschaft der Ökonomen. Essays zur Kultur der Wirtschaft. Gerling-Akademie-Verlag, München 1998, ISBN 3-932425-06-5. 2., aktualisierte Auflage: Murmann, Hamburg 2011, ISBN 978-3-86774-136-1.
- Die Wachstumsspirale. Geld, Energie und Imagination in der Dynamik des Marktprozesses. Metropolis-Verlag, Marburg 2006, ISBN 3-89518-554-X; 4., überarbeitete Auflage ebenda 2013, ISBN 978-3-89518-956-2.
  - Buchbeschreibung und Rezensionen
  - Der Zwang zum Wachstum, Rezension von Christoph Fleischmann, Forum Buch in SWR2, 12. August 2006
- König Midas: Wird alles zu Gold? Geld und Wachstum In: Alexander Karmann & Joachim Klose (Hrsg.): Geld regiert die Welt? Wirtschaftliche Reflexionen. Metropolis, Marburg 2006, ISBN 3-89518-556-6, S. 251–266
- Vorwärts zur Mäßigung. Perspektiven einer nachhaltigen Wirtschaft. Murmann, Hamburg 2009, ISBN 978-3-86774-072-2
  - Das Wachstum bremsen, Rezension von Christoph Fleischmann, 3. Mai 2010
- Die Wachstumsspirale in der Krise Ansätze zu einem nachhaltigen Wachstum (= Dresden Discussion Paper in Economics. No. 03/09). Dresden 2009, hdl:10419/36498
- Finanz- und Umweltkrise sind ohne Währungs- und Geldreform nicht lösbar. In: Verein Monetäre Modernisierung (Hrsg.): Die Vollgeld-Reform – wie Staatsschulden abgebaut und Finanzkrisen verhindert werden können. Edition Zeitpunkt, Solothurn 2012, ISBN 978-3-9523955-0-9, S. 19–32 (PDF; 85 kB)
- Zwischen Mensch und Wirtschaft. In: Manfred Bosch / Paulus Wall (Hrsg.): Vom alten Wahren. Lebenswelt und Transäon. Neue Beiträge zu Leben und Werk Leopold Zieglers (1881–1958). Königshausen & Neumann, Würzburg 2015, ISBN 978-3-8260-5526-3, S. 103–114
- Die Wirklichkeit als Herausforderung. Grenzgänge eines Ökonomen. Murmann Publishers, Hamburg 2016, ISBN 978-3-86774-538-3
- Auf dem Weg – Rückblicke, Einblicke, Ausblicke, VGS Verlagsgenossenschaft St. Gallen, 2018, ISBN 978-3-7291-1171-4